# Bergeronnette pie
Motacilla aguimp
Espèce
Statut de conservation UICN

 LC  : Préoccupation mineure
La Bergeronnette pie (Motacilla aguimp) est une espèce d'oiseaux de la famille des Motacillidae.

## Description et éléments d'écologie
La bergeronnette pie mesure environ 20 centimètres de long, et pèse une trentaine de grammes. Le ventre, le dessous de la queue, la gorge, le sourcil, le cou et une partie de la nuque sont blancs. Le dessus de la tête, le haut du poitrail, les pattes, l'œil et la partie qui lui est postérieure, l'arrière de la tête, le dos, et la queue sont noirs. Les ailes sont des deux couleurs, avec des bandes alternant,. Les juvéniles présentent un blanc plus sale et un noir comme délavé, grisâtre.

## Alimentation
Elle se nourrit surtout d'insectes.

## Habitat et répartition

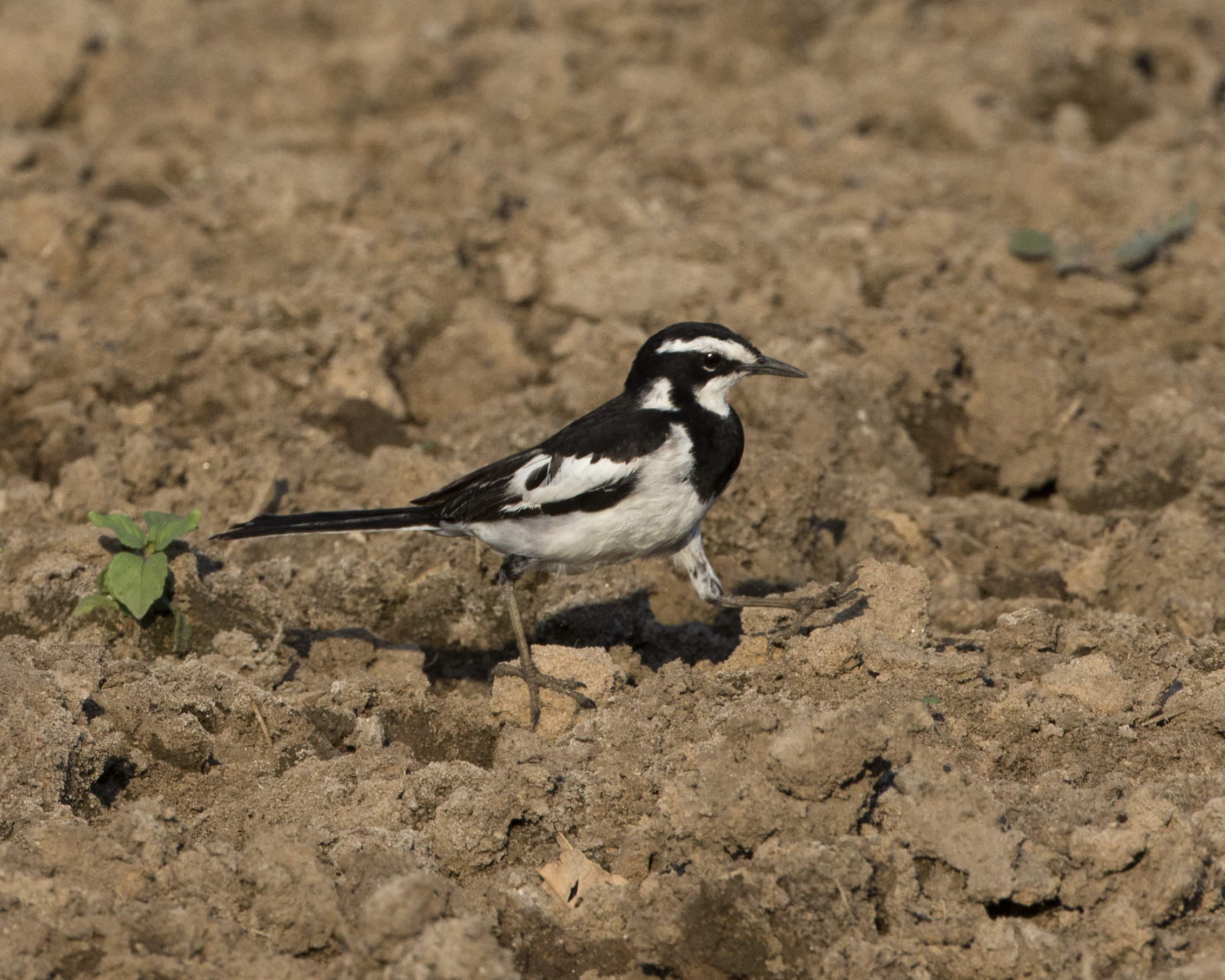

M. aguimp est subsaharienne, bien qu’on la retrouve un peu au Tchad, au Soudan et en Egypte,,.
Cet oiseau vit dans des endroits humides, souvent près de zones d'habitation,.

## Statut de conservation
L'espèce est considérée de préoccupation mineure par l'UICN en 2021.